# Hans von Gerdes
Hans von Gerdes, född 25 mars 1637 i Lübeck, död 19 april 1723 i Göteborg, var en handelsman och borgmästare i Göteborg.
Hans von Gerdes var son till överstelöjtnanten Hans Gerdes. Han omtalas som handlare i Göteborg första gången 1674 och var redan då en av de rikare handlarna där och fick genom sitt giftermål med kommersepresidenten Hans Spaldings dotter 1675 anknytningar till Göteborgs främsta familjer. Under skånska kriget levererade han uniformer och proviant till svenska armén till ett värde av över 400.000 daler silvermynt med förskott. Som tack för sina tjänster erhöll han kommissaries namn, heder och värdighet 1677, befriades 1681 från borgerlig skatt och adlades 1684. 
1686 tog Hans von Gerdes introduktion på riddarhuset. Kunglig majestät utsåg honom 1687 till kommerseborgmästare i Göteborg med förbigående av magistratens egna förslag. Han fortsatte att låna ut pengar till staten, även om han ofta hade svårt att få igen sina pengar. Han fick i gengäld ofta Kunglig majestäts stöd i olika frågor, bland annat 1691, då han hotades av konkurs på grund av kaperier från fiendenationerna mot hans fartyg, befallde Kunglig majestät landshövdingen att övertala hans fordringsägare att godkänna ett 3-årigt moratorium på fordringarna. 
Sina främsta inkomster hade Hans von Gerdes som handelsman. Till en början var han en betydande järnexportör, men övergick senare till annan verksamhet, bland annat importerade han stora mängder salt. Han var även en betydande skeppsredare. 1681 återuppbyggde han sågkvarnen vid Lilla Edet och arrenderade den senare, fram till 1719, då han blev en av dess delägare. Han restaurerade även 1681 en väderkvarn på Kvarnberget som han sedan arrenderade. Hans von Gerdes drev även ett vantmakeri och arrenderade stadens tegelbruk. Han var även ledare ett av de konsortier som från 1690-talet återuppbyggde Göteborgs befästningar. Bland annat var det han som färdigställde bastionen Carolus Dux. Hans von Gerdes ombesörjde även leveranser av kalk från Gotland till fästningsbyggnationen.
1710–1713 gav han kronan nya lån, som bara delvis återbetalades före hans död. 1716 blev Hans von Gerdes burggreve i Göteborg, men då ämbetet indrogs 1719 återgick han till en post som handelsborgmästare.
Hans von Gerdes var från 1680 ägare till säteriet Lärjeholms gård. Han arrenderade även Kvibergsnäs landeri och ett annat landeri i Olskroken.